# Niemcza (Gorzupia)
Niemcza – osada w Polsce położona w województwie lubuskim, w powiecie żagańskim, w gminie Żagań, w pobliżu zachodniego brzegu rzeki Bóbr.
W latach 1975–1998 miejscowość administracyjnie należała do województwa zielonogórskiego.

## Zabytki
Do wojewódzkiego rejestru zabytków wpisany jest:
- pałac, z XVIII wieku/XIX wieku.